# Rusholme
Rusholme (äldsta belägget Russum, 1235, '(Settlement at) the rushes' = säv) är en stadsdel i Manchester i distriktet City of Manchester i grevskapet Greater Manchester, Storbritannien, som ligger ungefär tre kilometer söder om centrum. Under Manchesters industriella expansion blev Rusholme en utpräglad arbetarstadsdel med de karakteristiska sammanhängande bostäderna i rött tegel. Under andra delen av 1900-talet har närheten till universitetet och de förhållandevis låga bostadshyrorna inneburit att många studenter valt att bosätta sig i vad som annars har blivit den indiska eller mer allmänt asiatiska stadsdelen i Manchester. "A Rusholme Curry" är ett begrepp inte bara i norra England. Stadsdelen har 14 422 invånare (2001).
Rusholme var en civil parish 1866–1896 när blev den en del av South Manchester. Civil parish hade 10 696 invånare år 1891.